# 菲爾·諾伊曼
菲爾·諾伊曼（德語：Phil Neumann；1997年07月8日—）是一位德國足球運動員，場上司职后卫，現效力於德乙球隊汉诺威。